# Apistogramma luelingi
Apistogramma luelingi är en fiskart som beskrevs av Kullander, 1976. Apistogramma luelingi ingår i släktet Apistogramma och familjen Cichlidae. Inga underarter finns listade i Catalogue of Life.